# Jerzy Osiatyński

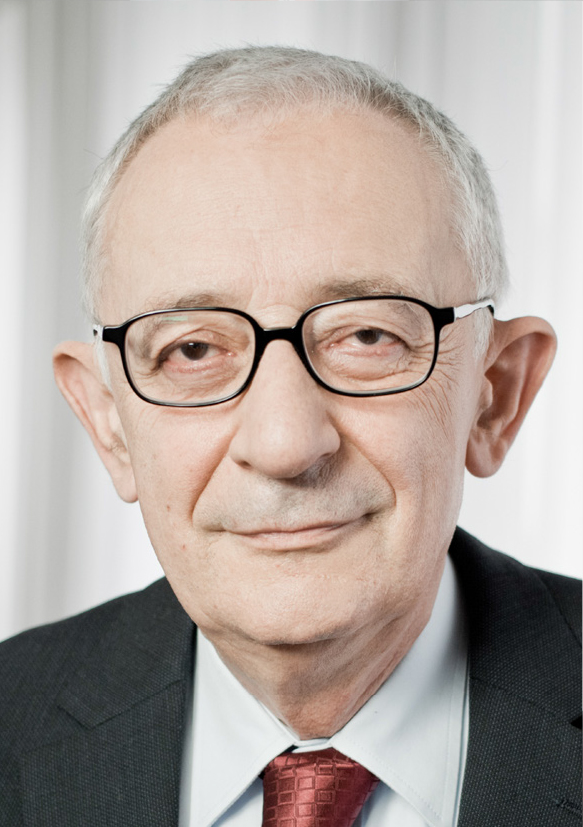
Jerzy Osiatyński (2016)

Epaminondas Jerzy Osiatyński (* 2. November 1941 in Riga, Sowjetunion; † 4. Februar 2022 in Warschau) war ein polnischer Wirtschaftswissenschaftler und Politiker (UD, UW, PD). Er war von 1989 bis 2001 Abgeordneter des Sejm in der X. (Volksrepublik), I., II. und III. (Dritte Republik)  Wahlperiode. 1992/93 war er polnischer Finanzminister.

## Leben und Beruf
Jerzy Osiatyński, älterer Bruder des Rechtswissenschaftlers Wiktor Osiatyński, studierte zunächst an der Warschauer Hochschule für Planung und Statistik, die er 1964 abschloss. Er wurde promoviert und habilitierte sich später. 1990 wurde er Professor am Wirtschaftswissenschaftlichen Institut der Polnischen Akademie der Wissenschaften. Außerdem war er Forscher am dortigen Institut für Wissenschaftsgeschichte. Seit Mitte der 1970er Jahre widmete er sich zudem der Herausgabe der gesammelten Werke des polnischen Wirtschaftswissenschaftlers Michał Kalecki.
In den 1990er Jahren wurde er als Experte zu den Vereinten Nationen sowie als Berater in Nachfolgestaaten der Sowjetunion und andere osteuropäische Reformstaaten entsandt. Nach seinem Tod wurde er auf dem Powązki-Militärfriedhof beigesetzt.

## Politik
Von 1963 bis 1967 war Osiatyński Mitglied der Polnischen Vereinigten Arbeiterpartei. 1980 trat er der unabhängigen Gewerkschaft Solidarność bei.
Osiatyński  wurde bei den halbfreien Wahlen zum „Vertragssejm“ 1989 im Wahlkreis Krosno erstmals in das Parlament gewählt. Er schloss sich der aus einem Teil der Solidarność-Bewegung hervorgegangenen Partei Ruch Obywatelski Akcja Demokratyczna (ROAD) an. Diese ging 1991 in der Unia Demokratyczna (UD) auf, aus der wiederum 1994 die Unia Wolności (UW) hervorging. In der Regierungszeit von Tadeusz Mazowiecki war er 1989 bis 1991 Präsident des zentralen Planungsamtes. Bei der ersten vollständig freien Parlamentswahl 1991 wurde er für die UD in den Sejm gewählt. 1992 wurde er Finanzminister im Kabinett von Hanna Suchocka und übte das Amt bis zum Ende ihrer Regierungszeit 1993 aus. Bei den Wahlen 1993 (für die UD) und 1997 (für die UW) wurde er jeweils erneut in den Sejm gewählt. Bei der Parlamentswahl 2001 kandidierte er nicht erneut. Ab 2005 gehörte er dem Vorstand der aus der UW entstandenen Partia Demokratyczna – demokraci.pl an.
Präsident Lech Kaczyński berief ihn 2010 in den Nationalen Entwicklungsrat. Im Oktober des Jahres wurde er Wirtschaftsberater des neuen Präsidenten Bronisław Komorowski. 2013 wurde er als Nachfolger von Zyta Gilowska in den Rat für Geldpolitik der Narodowy Bank Polski berufen.

## Ehrungen
- 2015 Kommandeurkreuz des Ordens Polonia Restituta[10]